# Bulgária a 2004. évi nyári olimpiai játékokon
Bulgária a görögországi Athénban megrendezett 2004. évi nyári olimpiai játékok egyik részt vevő nemzete volt. Az országot az olimpián 19 sportágban 95 sportoló képviselte, akik összesen 12 érmet szereztek.

## Érmesek
| Érem  | Versenyző                                                                                                 | Sportág       | Versenyszám                  |
| ----- | --- | ------------- | ---------------------------- |
| Arany | Marija Grozdeva                                                                                           | Sportlövészet | Női sportpisztoly            |
| Arany | Milen Dobrev                                                                                              | Súlyemelés    | Férfi 94 kg                  |
| Ezüst | Jordan Jovcsev                                                                                            | Torna         | Férfi gyűrű                  |
| Bronz | Armen Nazarjan                                                                                            | Birkózás      | Férfi kötöttfogás, 60 kg     |
| Bronz | Georgi Georgiev                                                                                           | Cselgáncs     | Férfi harmatsúly             |
| Bronz | Ivo Janakiev                                                                                              | Evezés        | Férfi egypárevezős           |
| Bronz | Rumjana Nejkova                                                                                           | Evezés        | Női egypárevezős             |
| Bronz | Borisz Georgiev                                                                                           | Ökölvívás     | Kisváltósúly                 |
| Bronz | Marija Grozdeva                                                                                           | Sportlövészet | Női légpisztoly              |
| Bronz | Velicsko Csolakov                                                                                         | Súlyemelés    | Férfi +105 kg                |
| Bronz | Jordan Jovcsev                                                                                            | Torna         | Férfi talaj                  |
| Bronz | Zsaneta Ilieva Eleonora Kezsova Zornica Marinova Krisztina Rangelova Galina Tancseva Vladiszlava Tancseva | Torna         | Ritmikus gimnasztika, csapat |

## Atlétika
Férfi
| Versenyző         | Versenyszám | Selejtező             | Selejtező             | Döntő    | Döntő    |
| Versenyző         | Versenyszám | Eredmény              | Helyezés              | Eredmény | Helyezés |
| ----------------- | ----------- | --------------------- | --------------------- | -------- | -------- |
| Szpasz Buhalov    | Rúdugrás    | 550 cm                | 27.                   | kiesett  | kiesett  |
| Ilian Efremov     | Rúdugrás    | érvényes ugrás nélkül | érvényes ugrás nélkül | kiesett  | kiesett  |
| Nikolaj Atanaszov | Távolugrás  | 790 cm                | 17.                   | kiesett  | kiesett  |
| Petar Dacsev      | Távolugrás  | 805 cm                | 13.                   | kiesett  | kiesett  |
| Momcsil Karailiev | Hármasugrás | 16,45 m               | 22.                   | kiesett  | kiesett  |
| Ivajlo Ruszenov   | Hármasugrás | 16,39 m               | 24.                   | kiesett  | kiesett  |
| Galin Kosztadinov | Súlylökés   | 17,75 m               | 37.                   | kiesett  | kiesett  |

Női
| Versenyző         | Versenyszám     | Előfutam | Előfutam | Előfutam | Negyeddöntő | Negyeddöntő | Negyeddöntő | Elődöntő | Elődöntő | Elődöntő | Döntő         | Döntő         |
| Versenyző         | Versenyszám     | Idő      | Hely.    | Össz.    | Idő         | Hely.       | Össz.       | Idő      | Hely.    | Össz.    | Idő           | Helyezés      |
| ----------------- | --------------- | -------- | -------- | -------- | ----------- | ----------- | ----------- | -------- | -------- | -------- | ------------- | ------------- |
| Ivet Lalova       | 100 m           | 11,16    | 1.       | 5.*      | 11,09       | 2.          | 3.*         | 11,04    | 3.       | 5.       | 11,00         | 4.            |
| Ivet Lalova       | 200 m           | 22,88    | 1.       | 15.      | 22,81       | 2.          | 8.          | 22,56    | 3.       | 7.       | 22,57         | 5.            |
| Monika Gacsevszka | 200 m           | 23,71    | 6.       | 38.      | kiesett     | kiesett     | kiesett     | kiesett  | kiesett  | kiesett  | kiesett       | kiesett       |
| Mariana Dimitrova | 400 m gát       | 51,29    | 2.       | 14.*     |             |             |             | 51,20    | 4.       | 11.      | kiesett       | kiesett       |
| Daniela Jordanova | 1500 m          | 4:05,87  | 3.       | 3.       |             |             |             | 4:04,94  | 5.       | 5.       | 3:59,10       | 5.            |
| Nevena Mineva     | 20 km gyaloglás |          |          |          |             |             |             |          |          |          | nem ért célba | nem ért célba |

| Versenyző                  | Versenyszám   | Selejtező | Selejtező | Döntő    | Döntő    |
| Versenyző                  | Versenyszám   | Eredmény  | Helyezés  | Eredmény | Helyezés |
| -------------------------- | ------------- | --------- | --------- | -------- | -------- |
| Venelina Veneva            | Magasugrás    | 192 cm    | 15.       | kiesett  | kiesett  |
| Tanya Koleva-Sztefanova    | Rúdugrás      | 415 cm    | 24.**     | kiesett  | kiesett  |
| Antonija Jordanova         | Távolugrás    | 645 cm    | 20.       | kiesett  | kiesett  |
| Marija Dimitrova           | Hármasugrás   | 14,16 m   | 19.       | kiesett  | kiesett  |
| Anelija Jordanova-Kumanova | Súlylökés     | 15,91 m   | 30.       | kiesett  | kiesett  |
| Cvetanka Hrisztova         | Diszkoszvetés | 43,25 m   | 41.       | kiesett  | kiesett  |
| Hrisztina Georgieva        | Gerelyhajítás | 55,13 m   | 32.       | kiesett  | kiesett  |

* - egy másik versenyzővel azonos időt ért el

** - hét másik versenyzővel azonos eredményt ért el

## Birkózás

### Férfi
Kötöttfogású
| Versenyző           | Versenyszám | Csoportkör                                                                                               | Csoportkör | Negyeddöntő                   | Elődöntő                   | Bronz- mérkőzés             | Döntő             | Helyezés |
| Versenyző           | Versenyszám | Ellenfél Eredmény                                                                                        | Hely.      | Ellenfél Eredmény             | Ellenfél Eredmény          | Ellenfél Eredmény           | Ellenfél Eredmény | Helyezés |
| ------------------- | ----------- | --- | ---------- | ----------------------------- | -------------------------- | --------------------------- | ----------------- | -------- |
| Armen Nazarjan      | 60 kg       | C csoport · Asraf el-Garábli (EGY) · 7-3 · Olekszandr Hvoscs (UKR) · 8-1                                 | 1.         | Szaszamoto Makoto (JPN) · 5-3 | Csong Dzsihjon (KOR) · 1-3 | Alekszej Sevcov (RUS) · 4-3 |                   |          |
| Nikolaj Gergov      | 66 kg       | B csoport · Füredy Levente (HUN) · 3-2 · Kim Inszop (KOR) · 0-3                                          | 2.         | kiesett                       | kiesett                    | kiesett                     | kiesett           | 14.      |
| Vladiszlav Metodiev | 84 kg       | E csoport · Hamza Yerlikaya (TUR) · 2-5 · Tarvi Thomberg (EST) · 3-0 · Olekszandr Darahan (UKR) · 0-4 PA | 3.         | kiesett                       | kiesett                    | kiesett                     | kiesett           | 12.      |
| Kalojan Dincsev     | 96 kg       | C csoport · Gennagyij Cshaidze (KGZ) · 2-5 · John Tarkong, Jr. (PLW) · 11-0                              | 2.         | kiesett                       | kiesett                    | kiesett                     | kiesett           | 8.       |
| Szergej Murejko     | 120 kg      | F csoport · Rulon Gardner (USA) · 1-1 PP · Mindaugas Mizgaitis (LTU) · 2-1 · Marek Mikulski (POL) · 3-0  | 2.         | kiesett                       | kiesett                    | kiesett                     | kiesett           | 8.       |

Szabadfogású
| Versenyző           | Versenyszám | Csoportkör | Csoportkör | Negyeddöntő       | Elődöntő          | Bronz- mérkőzés   | Döntő             | Helyezés |
| Versenyző           | Versenyszám | Ellenfél Eredmény                                                                                             | Hely.      | Ellenfél Eredmény | Ellenfél Eredmény | Ellenfél Eredmény | Ellenfél Eredmény | Helyezés |
| ------------------- | ----------- | --- | ---------- | ----------------- | ----------------- | ----------------- | ----------------- | -------- |
| Radoszlav Velikov   | 55 kg       | B csoport · Li Cseng-jü (CHN) · 6-8 · Shaun Williams (RSA) · 13-2                                             | 2.         | kiesett           | kiesett           | kiesett           | kiesett           | 9.       |
| Ivan Dzsorev        | 60 kg       | C csoport · Yandro Quintana (CUB) · 0-3 · Szusíl Kumár (IND) · 0-9                                            | 3.         | kiesett           | kiesett           | kiesett           | kiesett           | 18.      |
| Szerafim Barzakov   | 66 kg       | B csoport · Leonyid Szpiridonov (KAZ) · 4-5 · Evan MacDonald (CAN) · 11-0                                     | 2.         | kiesett           | kiesett           | kiesett           | kiesett           | 8.       |
| Nikolaj Paszlar     | 74 kg       | G csoport · Krystian Brzozowski (POL) · 3-3 PP · Szihamir Oszmanov (MKD) · 3-1                                | 2.         | kiesett           | kiesett           | kiesett           | kiesett           | 11.      |
| Miroszlav Gocsev    | 84 kg       | F csoport · Mun Idzse (KOR) · 5-9 · Mogamed Ibragimov (MKD) · 4-2                                             | 2.         | kiesett           | kiesett           | kiesett           | kiesett           | 12.      |
| Kraszimir Kocsev    | 96 kg       | B csoport · Magamed Ibragimov (UZB) · 0-4 · Alekszej Krupnyakov (KGZ) · 2-3                                   | 3.         | kiesett           | kiesett           | kiesett           | kiesett           | 17.      |
| Bozsidar Bojadzsiev | 120 kg      | F csoport · Alirezá Rezáji (IRI) · 0-5 · Gelegdzsamcín Öszöhbajar (MGL) · TUS · Barisz Hrinkevics (BLR) · 5-1 | 2.         | kiesett           | kiesett           | kiesett           | kiesett           | 8.       |

### Női
Szabadfogású
| Versenyző       | Versenyszám | Csoportkör                                                                | Csoportkör | Elődöntő          | Bronz- mérkőzés   | Döntő             | Helyezés |
| Versenyző       | Versenyszám | Ellenfél Eredmény                                                         | Hely.      | Ellenfél Eredmény | Ellenfél Eredmény | Ellenfél Eredmény | Helyezés |
| --------------- | ----------- | ------------------------------------------------------------------------- | ---------- | ----------------- | ----------------- | ----------------- | -------- |
| Sztanka Zlateva | 72 kg       | D csoport · Hamagucsi Kjóko (JPN) · 0-10 · Toccara Montgomery (USA) · TUS | 3.         | kiesett           | kiesett           | kiesett           | 12.      |

PA - visszalépett (birói döntéssel 0-4)

PP - döntő fölény

## Cselgáncs
Férfi
| Versenyző       | Versenyszám | Selejtező         | 32-es főtábla                      | Nyolcaddöntő                     | Negyeddöntő                            | Elődöntő                           | Vigaszág első kör | Vigaszág negyeddöntő | Vigaszág elődöntő | Bronz- mérkőzés               | Döntő             | Helyezés |
| Versenyző       | Versenyszám | Ellenfél Eredmény | Ellenfél Eredmény                  | Ellenfél Eredmény                | Ellenfél Eredmény                      | Ellenfél Eredmény                  | Ellenfél Eredmény | Ellenfél Eredmény    | Ellenfél Eredmény | Ellenfél Eredmény             | Ellenfél Eredmény | Helyezés |
| --------------- | ----------- | ----------------- | ---------------------------------- | -------------------------------- | -------------------------------------- | ---------------------------------- | ----------------- | -------------------- | ----------------- | ----------------------------- | ----------------- | -------- |
| Georgi Georgiev | Harmatsúly  |                   | Davit Margosvili (GEO) · 1010-0012 | Bektaş Demirel (TUR) · 1020-0001 | Muratbek Kipsakbajev (KAZ) · 0100-0001 | Ucsisiba Maszato (JPN) · 0000-1000 |                   |                      |                   | Óscar Peñas (ESP) · 0001-0000 |                   |          |

Női
| Versenyző         | Versenyszám | Selejtező                                  | Nyolcaddöntő      | Negyeddöntő       | Elődöntő          | Vigaszág első kör | Vigaszág negyeddöntő | Vigaszág elődöntő | Bronz- mérkőzés   | Döntő             | Helyezés    |
| Versenyző         | Versenyszám | Ellenfél Eredmény                          | Ellenfél Eredmény | Ellenfél Eredmény | Ellenfél Eredmény | Ellenfél Eredmény | Ellenfél Eredmény    | Ellenfél Eredmény | Ellenfél Eredmény | Ellenfél Eredmény | Helyezés    |
| ----------------- | ----------- | ------------------------------------------ | ----------------- | ----------------- | ----------------- | ----------------- | -------------------- | ----------------- | ----------------- | ----------------- | ----------- |
| Cvetana Bozsilova | Nehézsúly   | Vanessa Martina Zambotti (MEX) · 0000-1010 | kiesett           | kiesett           | kiesett           |                   |                      |                   |                   |                   | helyezetlen |

## Evezés
Férfi
| Versenyző    | Versenyszám  | Előfutam | Előfutam | Vigaszág | Vigaszág | Elődöntő | Elődöntő | Elődöntő | Döntő | Döntő   | Döntő | Helyezés |
| Versenyző    | Versenyszám  | Idő      | Hely.    | Idő      | Hely.    | Típus    | Idő      | Hely.    | Típus | Idő     | Hely. | Helyezés |
| ------------ | ------------ | -------- | -------- | -------- | -------- | -------- | -------- | -------- | ----- | ------- | ----- | -------- |
| Ivo Janakiev | Egypárevezős | 7:28,97  | 2.       | 6:52,51  | 1.       | A/B/C    | 6:53,43  | 2.       | A     | 6:52,80 | 3.    |          |

Női
| Versenyző                                 | Versenyszám              | Előfutam | Előfutam | Vigaszág | Vigaszág | Elődöntő | Elődöntő | Elődöntő | Döntő | Döntő   | Döntő | Helyezés |
| Versenyző                                 | Versenyszám              | Idő      | Hely.    | Idő      | Hely.    | Típus    | Idő      | Hely.    | Típus | Idő     | Hely. | Helyezés |
| ----------------------------------------- | ------------------------ | -------- | -------- | -------- | -------- | -------- | -------- | -------- | ----- | ------- | ----- | -------- |
| Rumjana Nejkova                           | Egypárevezős             | 7:35,66  | 1.       |          |          | A/B      | 7:32,06  | 2.       | A     | 7:23,10 | 3.    |          |
| Anet-Jacqueline Buschmann Miglena Markova | Kétpárevezős             | 7:35,46  | 2.       | 6:52,78  | 1.       |          |          |          | A     | 7:13,97 | 4.    | 4.       |
| Milka Tancseva Anna Csuk                  | Kormányos nélküli kettes | 7:52,45  | 3.       | 7:17,16  | 3.       |          |          |          | B     | 7:11,89 | 2.    | 8.       |

## Íjászat
Férfi
| Versenyző      | Versenyszám | Selejtező | Selejtező | 64-es főtábla                    | 32-es főtábla                       | Nyolcaddöntő      | Negyeddöntő       | Elődöntő          | Döntő             | Helyezés |
| Versenyző      | Versenyszám | Pont      | Kiemelt   | Ellenfél Eredmény                | Ellenfél Eredmény                   | Ellenfél Eredmény | Ellenfél Eredmény | Ellenfél Eredmény | Ellenfél Eredmény | Helyezés |
| -------------- | ----------- | --------- | --------- | -------------------------------- | ----------------------------------- | ----------------- | ----------------- | ----------------- | ----------------- | -------- |
| Javor Hrisztov | Egyéni      | 641       | 42.       | Jacek Proć (POL) (23.) · 133-132 | Chen Szu-Yuan (TPE) (10.) · 159-170 | kiesett           | kiesett           | kiesett           | kiesett           | 28.      |

## Kajak-kenu

### Síkvízi
Férfi
| Versenyző                                                | Versenyszám         | Előfutam | Előfutam | Előfutam | Elődöntő | Elődöntő | Elődöntő | Döntő    | Döntő    |
| Versenyző                                                | Versenyszám         | Idő      | Hely.    | Össz.    | Idő      | Hely.    | Össz.    | Idő      | Helyezés |
| -------------------------------------------------------- | ------------------- | -------- | -------- | -------- | -------- | -------- | -------- | -------- | -------- |
| Petar Merkov                                             | Kajak egyes 500 m   | 1:38,725 | 3.       | 7.       | 1:42,207 | 6.       | 19.      | kiesett  | kiesett  |
| Jordan Jordanov Ivan Hrisztov                            | Kajak kettes 500 m  | 1:33,222 | 4.       | 13.      | 1:33,182 | 5.       | 9.       | kiesett  | kiesett  |
| Milko Kazanov Ivan Hrisztov Petar Merkov Jordan Jordanov | Kajak négyes 1000 m | 2:54,252 | 2.D      | 5.       |          |          |          | 2:59,622 | 4.       |
| Sztanimir Atanaszov                                      | Kenu egyes 500 m    | 1:52,917 | 5.       | 13.      | 1:50,631 | 2.       | 3.       | 1:49,759 | 8.       |
| Sztanimir Atanaszov                                      | Kenu egyes 1000 m   | 3:55,590 | 2.       | 8.       | 4:05,664 | 6.       | 12.      | kiesett  | kiesett  |

Női
| Versenyző                       | Versenyszám        | Előfutam | Előfutam | Előfutam | Elődöntő | Elődöntő | Elődöntő | Döntő    | Döntő    |
| Versenyző                       | Versenyszám        | Idő      | Hely.    | Össz.    | Idő      | Hely.    | Össz.    | Idő      | Helyezés |
| ------------------------------- | ------------------ | -------- | -------- | -------- | -------- | -------- | -------- | -------- | -------- |
| Deljana Dacseva Bonka Pindzseva | Kajak kettes 500 m | 1:44,268 | 5.       | 8.       | 1:44,246 | 1.       | 1.       | 1:42,553 | 6.       |

## Kerékpározás

### Országúti kerékpározás
Férfi
| Versenyző           | Versenyszám   | Idő           | Helyezés      |
| ------------------- | ------------- | ------------- | ------------- |
| Dimitar Goszpodinov | Mezőnyverseny | nem ért célba | nem ért célba |

### Pálya-kerékpározás
Sprintversenyek
| Versenyző         | Versenyszám       | Selejtező | Selejtező | 1. forduló                 | Vigaszág                                                   | Vigaszág | 9–12. helyért                                                               | 9–12. helyért | Negyeddöntő          | 5–8. helyért           | 5–8. helyért | Elődöntő             | Döntő                | Helyezés |
| Versenyző         | Versenyszám       | Idő       | Hely.     | Ellenfél Győztes idő       | Ellenfelek Győztes idő                                     | Hely.    | Ellenfelek Győztes idő                                                      | Hely.         | Ellenfél Győztes idő | Ellenfelek Győztes idő | Hely.        | Ellenfél Győztes idő | Ellenfél Győztes idő | Helyezés |
| ----------------- | ----------------- | --------- | --------- | -------------------------- | ---------------------------------------------------------- | -------- | --------------------------------------------------------------------------- | ------------- | -------------------- | ---------------------- | ------------ | -------------------- | -------------------- | -------- |
| Evgenija Radanova | Női egyéni sprint | 12,457    | 12.       | Anna Meares (AUS) · 11,927 | Szvetlana Grankovszkaja (RUS) · Jennie Reed (USA) · 12,015 | 3.       | Vicki Pendleton (GBR) · Jennie Reed (USA) · Yvonne Hijgenaar (NED) · 12,699 | 4.            |                      |                        |              |                      |                      | 12.      |

Időfutam
| Név                     | Versenyszám           | Idő      | Helyezés |
| ----------------------- | --------------------- | -------- | -------- |
| Radoszlav Konsztantinov | Férfi egyéni időfutam | 1:06,265 | 17.      |

## Lovaglás
Díjugratás
| Versenyző      | Ló       | Versenyszám | Selejtező | Selejtező | Selejtező | Selejtező | Selejtező | Selejtező | Selejtező | Selejtező | Döntő  | Döntő  | Döntő   | Döntő   | Végeredmény | Végeredmény |
| Versenyző      | Ló       | Versenyszám | 1. kör    | 1. kör    | 2. kör    | 2. kör    | 2. kör    | 3. kör    | 3. kör    | 3. kör    | 1. kör | 1. kör | 2. kör  | 2. kör  | Végeredmény | Végeredmény |
| Versenyző      | Ló       | Versenyszám | Bünt.     | Hely.     | Bünt.     | Össz.     | Hely.     | Bünt.     | Össz.     | Hely.     | Bünt.  | Hely.  | Bünt.   | Hely.   | Bünt.       | Helyezés    |
| -------------- | -------- | ----------- | --------- | --------- | --------- | --------- | --------- | --------- | --------- | --------- | ------ | ------ | ------- | ------- | ----------- | ----------- |
| Roszen Rajcsev | Medoc II | Egyéni      | 5         | 29.       | 12        | 17        | 40.       | 8         | 25        | 38.       | 21     | 41.    | kiesett | kiesett | kiesett     | kiesett     |

## Ökölvívás
| Versenyző         | Versenyszám     | Selejtező                         | Nyolcaddöntő                    | Negyeddöntő                       | Elődöntő                   | Döntő             | Helyezés |
| Versenyző         | Versenyszám     | Ellenfél Eredmény                 | Ellenfél Eredmény               | Ellenfél Eredmény                 | Ellenfél Eredmény          | Ellenfél Eredmény | Helyezés |
| ----------------- | --------------- | --------------------------------- | ------------------------------- | --------------------------------- | -------------------------- | ----------------- | -------- |
| Szalim Szalimov   | Papírsúly       | Szuban Phannon (THA) · 14-26      | kiesett                         | kiesett                           | kiesett                    | kiesett           | 17.      |
| Detelin Dalakliev | Harmatsúly      | Abel Aferalign (ETH) · RSC        | Ağası Məmmədov (AZE) · 16-35    | kiesett                           | kiesett                    | kiesett           | 9.       |
| Dimitar Stiljanov | Könnyűsúly      | Selçuk Aydın (TUR) · 20-11        | Amir Khan (GBR) · 21-37         | kiesett                           | kiesett                    | kiesett           | 9.       |
| Borisz Georgiev   | Kisváltósúly    | Nászer ed-Dín Filláli (ALG) · RSC | Rock Allen (USA) · 30-10        | Nurzsan Karimzsanov (KAZ) · 20-18 | Yudel Johnson (CUB) · 9-13 | kiesett           |          |
| Szergej Rozsnov   | Szupernehézsúly |                                   | Alekszandr Povetkin (RUS) · RSC | kiesett                           | kiesett                    | kiesett           | 9.       |

RSC - a játékvezető megállította a mérkőzést

## Röplabda

### Strandröplabda

#### Női
| Versenyző                             | Csoportkör | Csoportkör | Nyolcaddöntő                                                       | Negyeddöntő       | Elődöntő          | Döntő             | Helyezés |
| Versenyző                             | Ellenfél Eredmény | Hely.      | Ellenfél Eredmény                                                  | Ellenfél Eredmény | Ellenfél Eredmény | Ellenfél Eredmény | Helyezés |
| ------------------------------------- | --- | ---------- | ------------------------------------------------------------------ | ----------------- | ----------------- | ----------------- | -------- |
| Cvetelina Jancsulova Petya Jancsulova | E csoport · Ausztrália (AUS) · Natalie Cook · Nicole Sanderson · 16-21, 12-21 · Németország (GER) · Stephanie Pohl · Okka Rau · 18-21, 21-19, 15-13 · Kína (CHN) · Ju Ven-huj · Vang Lu · 21-19, 21-17 | 3.         | Brazília (BRA) · Shelda Bede · Adriana Behar · 21-18, 16-21, 11-15 | kiesett           | kiesett           | kiesett           | 9.       |

## Sportlövészet
Férfi
| Versenyző      | Versenyszám          | Selejtező | Selejtező | Döntő   | Döntő    |
| Versenyző      | Versenyszám          | Pont      | Helyezés  | Pont    | Helyezés |
| -------------- | -------------------- | --------- | --------- | ------- | -------- |
| Tanyu Kirjakov | Légpisztoly          | 583       | 4.*       | 683,4   | 4.       |
| Tanyu Kirjakov | Szabadpisztoly       | 562       | 5.*       | 654,3   | 7.       |
| Emil Milev     | Gyorstüzelő pisztoly | 582       | 9.        | kiesett | kiesett  |

Női
| Versenyző       | Versenyszám   | Selejtező | Selejtező | Döntő | Döntő    |
| Versenyző       | Versenyszám   | Pont      | Helyezés  | Pont  | Helyezés |
| --------------- | ------------- | --------- | --------- | ----- | -------- |
| Marija Grozdeva | Légpisztoly   | 386       | 2.**      | 482,3 |          |
| Marija Grozdeva | Sportpisztoly | 585       | 3.        | 688,2 |          |

* - egy másik versenyzővel azonos eredményt ért el

** - két másik versenyzővel azonos eredményt ért el

## Súlyemelés
Férfi
| Versenyző         | Versenyszám | Szakítás | Szakítás | Lökés                    | Lökés                    | Összesen | Helyezés |
| Versenyző         | Versenyszám | Eredmény | Helyezés | Eredmény                 | Helyezés                 | Összesen | Helyezés |
| ----------------- | ----------- | -------- | -------- | ------------------------ | ------------------------ | -------- | -------- |
| Szevdalin Mincsev | 62 kg       | 137,5    | 4.       | érvényes kísérlet nélkül | érvényes kísérlet nélkül | kiesett  | kiesett  |
| Ivan Sztoicov     | 77 kg       | 155,0    | 11.****  | 200,0                    | 2.***                    | 355,0    | 8.       |
| Milen Dobrev      | 94 kg       | 187,5    | 1.       | 220,0                    | 1.***                    | 407,5    |          |
| Nikolaj Kolev     | 94 kg       | 177,5    | 6.       | érvényes kísérlet nélkül | érvényes kísérlet nélkül | kiesett  | kiesett  |
| Velicsko Csolakov | +105 kg     | 207,5    | 2.       | 240,0                    | 4.**                     | 447,5    |          |

Női
| Versenyző            | Versenyszám | Szakítás | Szakítás | Lökés    | Lökés    | Összesen | Helyezés |
| Versenyző            | Versenyszám | Eredmény | Helyezés | Eredmény | Helyezés | Összesen | Helyezés |
| -------------------- | ----------- | -------- | -------- | -------- | -------- | -------- | -------- |
| Izabela Dragneva     | 48 kg       | 82,5     | 4.**     | 105,0    | 5.*      | 187,5    | 5.       |
| Zlatina Atanaszova   | 58 kg       | 90,0     | 11.**    | 115,0    | 12.      | 205,0    | 12.      |
| Szlavejka Ruzsinszka | 69 kg       | 115,0    | 4.       | 135,0    | 4.*      | 250,0    | 4.       |
| Milena Trendafilova  | 69 kg       | 105,0    | 6.**     | 132,5    | 6.       | 237,5    | 6.       |

* - egy másik versenyzővel azonos eredményt ért el

** - két másik versenyzővel azonos eredményt ért el

*** - három másik versenyzővel azonos eredményt ért el

**** - öt másik versenyzővel azonos eredményt ért el

## Szinkronúszás
| Versenyző                         | Versenyszám | Technikai gyakorlat | Technikai gyakorlat | Selejtező        | Selejtező        | Selejtező  | Selejtező  | Döntő            | Döntő            | Döntő      | Döntő      | Helyezés |
| Versenyző                         | Versenyszám | Technikai gyakorlat | Technikai gyakorlat | Szabad gyakorlat | Szabad gyakorlat | Összesítés | Összesítés | Szabad gyakorlat | Szabad gyakorlat | Összesítés | Összesítés | Helyezés |
| Versenyző                         | Versenyszám | Pont                | Hely.               | Pont             | Hely.            | Pont       | Hely.      | Pont             | Hely.            | Pont       | Hely.      | Helyezés |
| --------------------------------- | ----------- | ------------------- | ------------------- | ---------------- | ---------------- | ---------- | ---------- | ---------------- | ---------------- | ---------- | ---------- | -------- |
| Aszja Anasztaszova Bogdana Zareva | Páros       | 41,583              | 20.                 | 41,834           | 20.              | 83,417     | 20.        | kiesett          | kiesett          | kiesett    | kiesett    | 20.      |

## Tenisz
Női
| Versenyző         | Versenyszám | 64-es főtábla                    | 32-es főtábla                         | Nyolcaddöntő      | Negyeddöntő       | Elődöntő          | Bronz- mérkőzés   | Döntő             | Helyezés |
| Versenyző         | Versenyszám | Ellenfél Eredmény                | Ellenfél Eredmény                     | Ellenfél Eredmény | Ellenfél Eredmény | Ellenfél Eredmény | Ellenfél Eredmény | Ellenfél Eredmény | Helyezés |
| ----------------- | ----------- | -------------------------------- | ------------------------------------- | ----------------- | ----------------- | ----------------- | ----------------- | ----------------- | -------- |
| Magdalena Maleeva | Egyes       | Klára Koukalová (CZE) · 6-1, 6-4 | Eléni Danjilídu (GRE) · 6-2, 4-6, 4-6 | kiesett           | kiesett           | kiesett           | kiesett           | kiesett           | 17.      |

## Tollaslabda
| Versenyző                               | Versenyszám | 32-es főtábla                                                   | Nyolcaddöntő                       | Negyeddöntő                | Elődöntő          | Bronz- mérkőzés   | Döntő             | Helyezés |
| Versenyző                               | Versenyszám | Ellenfél Eredmény                                               | Ellenfél Eredmény                  | Ellenfél Eredmény          | Ellenfél Eredmény | Ellenfél Eredmény | Ellenfél Eredmény | Helyezés |
| --------------------------------------- | ----------- | --------------------------------------------------------------- | ---------------------------------- | -------------------------- | ----------------- | ----------------- | ----------------- | -------- |
| Petya Nedelcseva                        | Női egyes   | Tine Rasmussen (DEN) · 8-11, 11-7, 13-11                        | Szo Junhi (KOR) · 7-11, 11-5, 11-8 | Csou Mi (CHN) · 4-11, 1-11 | kiesett           | kiesett           | kiesett           | 5.       |
| Petya Nedelcseva Neli Negyalkova-Boteva | Női páros   | Nagy-Britannia (GBR) · Ella Tripp · Joanne Goode · 15-17, 14-17 | kiesett                            | kiesett                    | kiesett           | kiesett           | kiesett           | 17.      |

## Torna
Férfi
| Versenyző      | Versenyszám      | Selejtező | Selejtező | Döntő    | Döntő    |
| Versenyző      | Versenyszám      | Pontszám  | Helyezés  | Pontszám | Helyezés |
| -------------- | ---------------- | --------- | --------- | -------- | -------- |
| Filip Janev    | Talaj            | 9,012     | 61.       | kiesett  | kiesett  |
| Filip Janev    | Ugrás            | 9,625     | 7.        | 9,581    | 5.       |
| Filip Janev    | Korlát           | 8,375     | 75.       | kiesett  | kiesett  |
| Filip Janev    | Nyújtó           | 9,137     | 58.       | kiesett  | kiesett  |
| Filip Janev    | Gyűrű            | 8,137     | 75.       | kiesett  | kiesett  |
| Filip Janev    | Lólengés         | 8,300     | 80.       | kiesett  | kiesett  |
| Filip Janev    | Egyéni összetett | 52,586    | 49.       | kiesett  | kiesett  |
| Jordan Jovcsev | Talaj            | 9,700     | 11.       | 9,775    |          |
| Jordan Jovcsev | Gyűrű            | 9,812     | 2.        | 9,850    |          |
| Jordan Jovcsev | Egyéni összetett | 19,512    | 90.       | kiesett  | kiesett  |

Női
| Versenyző             | Versenyszám      | Selejtező | Selejtező | Döntő    | Döntő    |
| Versenyző             | Versenyszám      | Pontszám  | Helyezés  | Pontszám | Helyezés |
| --------------------- | ---------------- | --------- | --------- | -------- | -------- |
| Jevgenyija Kuznyecova | Felemás korlát   | 9,537     | 17.       | kiesett  | kiesett  |
| Jevgenyija Kuznyecova | Gerenda          | 8,000     | 78.       | kiesett  | kiesett  |
| Jevgenyija Kuznyecova | Egyéni összetett | 17,537    | 91.       | kiesett  | kiesett  |

### Ritmikus gimnasztika
| Versenyző          | Versenyszám | Selejtező | Selejtező | Selejtező | Selejtező | Selejtező | Selejtező | Selejtező | Selejtező | Selejtező | Selejtező | Döntő   | Döntő   | Döntő   | Döntő   | Döntő    | Döntő    | Döntő   | Döntő   | Döntő    | Döntő    | Helyezés |
| Versenyző          | Versenyszám | Karika    | Karika    | Labda     | Labda     | Buzogány  | Buzogány  | Szalag    | Szalag    | Összesen  | Összesen  | Karika  | Karika  | Labda   | Labda   | Buzogány | Buzogány | Szalag  | Szalag  | Összesen | Összesen | Helyezés |
| Versenyző          | Versenyszám | Pont      | Hely.     | Pont      | Hely.     | Pont      | Hely.     | Pont      | Hely.     | Pont      | Hely.     | Pont    | Hely.   | Pont    | Hely.   | Pont     | Hely.    | Pont    | Hely.   | Pont     | Hely.    | Helyezés |
| ------------------ | ----------- | --------- | --------- | --------- | --------- | --------- | --------- | --------- | --------- | --------- | --------- | ------- | ------- | ------- | ------- | -------- | -------- | ------- | ------- | -------- | -------- | -------- |
| Elizabet Paiszieva | Egyéni      | 24,975    | 7.*       | 21,975    | 20.       | 23,850    | 11.       | 23,975    | 7.        | 94,775    | 12.       | kiesett | kiesett | kiesett | kiesett | kiesett  | kiesett  | kiesett | kiesett | kiesett  | kiesett  | 12.      |
| Szimona Pejcseva   | Egyéni      | 25,475    | 6.        | 24,800    | 8.        | 24,700    | 7.*       | 23,725    | 9.        | 98,700    | 7.        | 25,375  | 6.      | 25,675  | 6.      | 25,600   | 6.       | 24,400  | 8.      | 101,050  | 6.       | 6.       |

| Versenyző                                                                                                 | Versenyszám | Selejtező | Selejtező | Selejtező           | Selejtező           | Selejtező | Selejtező | Döntő   | Döntő   | Döntő               | Döntő               | Döntő    | Döntő    | Helyezés |
| Versenyző                                                                                                 | Versenyszám | 5 kötél   | 5 kötél   | 3 karika és 2 labda | 3 karika és 2 labda | Összesen  | Összesen  | 5 kötél | 5 kötél | 3 karika és 2 labda | 3 karika és 2 labda | Összesen | Összesen | Helyezés |
| Versenyző                                                                                                 | Versenyszám | Pont      | Hely.     | Pont                | Hely.               | Pont      | Hely.     | Pont    | Hely.   | Pont                | Hely.               | Pont     | Hely.    | Helyezés |
| --- | ----------- | --------- | --------- | ------------------- | ------------------- | --------- | --------- | ------- | ------- | ------------------- | ------------------- | -------- | -------- | -------- |
| Zsaneta Ilieva Eleonora Kezsova Zornica Marinova Krisztina Rangelova Galina Tancseva Vladiszlava Tancseva | Csapat      | 22,300    | 6.        | 24,600              | 3.                  | 46,900    | 3.        | 23,400  | 4.      | 25,200              | 3.                  | 48,600   | 3.       |          |

* - egy másik versenyzővel azonos eredményt ért el

## Úszás
Férfi
| Versenyző           | Versenyszám    | Előfutam | Előfutam | Előfutam | Elődöntő | Elődöntő | Elődöntő | Döntő   | Döntő    |
| Versenyző           | Versenyszám    | Idő      | Hely.    | Össz.    | Idő      | Hely.    | Össz.    | Idő     | Helyezés |
| ------------------- | -------------- | -------- | -------- | -------- | -------- | -------- | -------- | ------- | -------- |
| Rajcsin Antonov     | 50 m gyors     | 23,67    | 5.       | 52.      | kiesett  | kiesett  | kiesett  | kiesett | kiesett  |
| Rajcsin Antonov     | 100 m gyors    | 52,33    | 8.       | 52.      | kiesett  | kiesett  | kiesett  | kiesett | kiesett  |
| Mihail Alekszandrov | 200 m gyors    | 1:52,12  | 1.       | 31.      | kiesett  | kiesett  | kiesett  | kiesett | kiesett  |
| Mihail Alekszandrov | 200 m mell     | 2:17,19  | 3.       | 28.      | kiesett  | kiesett  | kiesett  | kiesett | kiesett  |
| Mihail Alekszandrov | 200 m vegyes   | 2:02,39  | 2.       | 18.      | kiesett  | kiesett  | kiesett  | kiesett | kiesett  |
| Petar Sztojcsev     | 400 m gyors    | 3:59,86  | 3.       | 32.      |          |          |          | kiesett | kiesett  |
| Petar Sztojcsev     | 1500 m gyors   | 15:28,32 | 2.       | 17.      |          |          |          | kiesett | kiesett  |
| Georgi Palazov      | 100 m pillangó | 54,91    | 6.       | 40.      | kiesett  | kiesett  | kiesett  | kiesett | kiesett  |
| Georgi Palazov      | 200 m pillangó | 2:02,15  | 3.       | 26.      | kiesett  | kiesett  | kiesett  | kiesett | kiesett  |

Női
| Versenyző        | Versenyszám  | Előfutam | Előfutam | Előfutam | Döntő   | Döntő    |
| Versenyző        | Versenyszám  | Idő      | Hely.    | Össz.    | Idő     | Helyezés |
| ---------------- | ------------ | -------- | -------- | -------- | ------- | -------- |
| Ivanka Moralieva | 400 m gyors  | 4:25,92  | 5.       | 36.      | kiesett | kiesett  |
| Ivanka Moralieva | 800 m gyors  | 9:03,13  | 8.       | 26.      | kiesett | kiesett  |
| Ana Dangalakova  | 400 m vegyes | 5:01,00  | 2.       | 23.      | kiesett | kiesett  |

## Vitorlázás
Férfi
| Versenyző      | Versenyszám     | Futam | Futam | Futam | Futam | Futam | Futam | Futam | Futam | Futam | Futam | Futam | Pontszám | Helyezés |
| Versenyző      | Versenyszám     | 1     | 2     | 3     | 4     | 5     | 6     | 7     | 8     | 9     | 10    | 11    | Pontszám | Helyezés |
| -------------- | --------------- | ----- | ----- | ----- | ----- | ----- | ----- | ----- | ----- | ----- | ----- | ----- | -------- | -------- |
| Veszelin Nanev | Szörfvitorlázás | 33    |       | 33    | 30    | 30    | 32    | 30    | 29    | 33    | 25    | 30    | 305      | 33.      |

Női
| Versenyző            | Versenyszám     | Futam | Futam | Futam | Futam | Futam | Futam | Futam | Futam | Futam | Futam | Futam | Pontszám | Helyezés |
| Versenyző            | Versenyszám     | 1     | 2     | 3     | 4     | 5     | 6     | 7     | 8     | 9     | 10    | 11    | Pontszám | Helyezés |
| -------------------- | --------------- | ----- | ----- | ----- | ----- | ----- | ----- | ----- | ----- | ----- | ----- | ----- | -------- | -------- |
| Irina Konsztantinova | Szörfvitorlázás | 20    | 22    | 8     | 20    | 13    | 10    | 16    | 18    | 17    | 16    | 14    | 152      | 19.      |